# Félines-sur-Rimandoule
Félines-sur-Rimandoule település Franciaországban, Drôme megyében. Lakosainak száma 84 fő (2022. január 1.). Félines-sur-Rimandoule Dieulefit, Francillon-sur-Roubion, Le Poët-Célard, Pont-de-Barret, Rochebaudin, Soyans és Truinas községekkel határos.

## Népesség
A település népességének változása:
| Lakosok száma | 69   | 86   | 85   | 67   | 71   | 73   | 79   | 83   | 86   | 84   |
|               | 1968 | 1982 | 1990 | 2006 | 2013 | 2015 | 2017 | 2019 | 2020 | 2022 |